# Groupe A de la Coupe d'Asie des nations de football 2015
Le groupe A de la Coupe d'Asie des nations de football 2015, qui se dispute en Australie du 9 janvier au 31 janvier 2015, comprend quatre équipes dont les deux premières se qualifient pour les quarts de finale. 
Le tirage au sort est effectué le 26 mars 2014 à l'Opéra de Sydney ; il comporte l'Australie (pays hôte), 63e au classement FIFA, la Corée du Sud (63e FIFA) , d'Oman(81e FIFA) et du Koweït (110e FIFA).
Le premier de ce groupe affronte le second du Groupe B et le deuxième de ce groupe affronte le premier du Groupe B.

## Équipes
| Position tirée | Équipe       | Qualification                           | Date             | Nombre de participation | Dernière apparition | Meilleure performance        | Classement FIFA | Classement FIFA |
| Position tirée | Équipe       | Qualification                           | Date             | Nombre de participation | Dernière apparition | Meilleure performance        | Mars 2014       | Janvier 2015    |
| -------------- | ------------ | --------------------------------------- | ---------------- | ----------------------- | ------------------- | ---------------------------- | --------------- | --------------- |
| A1             | Australie    | Hôte, finaliste de la Coupe d'Asie 2011 | 5 janvier 2011   | 3e                      | 2011                | Finaliste (2011)             | 63              | 100             |
| A2             | Corée du Sud | 3e de la Coupe d'Asie 2011              | 28 janvier 2011  | 13e                     | 2011                | Vainqueur (1956, 1960)       | 60              | 69              |
| A3             | Oman         | vainqueur de Groupe                     | 19 novembre 2013 | 3e                      | 2007                | Phase de groupe (2004, 2007) | 81              | 93              |
| A4             | Koweït       | second de Groupe                        | 19 novembre 2013 | 10e                     | 2011                | Vainqueur (1980)             | 110             | 125             |

Notes
1. ↑  Le classement de mars 2014 est utilisé pour la composition des chapeaux pour le tirage au sort.

## Classement
|   | Équipe       | Pts | J | G | N | P | Bp | Bc | Diff |
| - | ------------ | --- | - | - | - | - | -- | -- | ---- |
| 1 | Corée du Sud | 9   | 3 | 3 | 0 | 0 | 3  | 0  | +3   |
| 2 | Australie    | 6   | 3 | 2 | 0 | 1 | 8  | 1  | +6   |
| 3 | Oman         | 3   | 3 | 1 | 0 | 2 | 1  | 5  | -4   |
| 4 | Koweït       | 0   | 3 | 0 | 0 | 3 | 1  | 6  | -5   |

## Matchs

### Australie - Koweït
L'Australie débute sa compétition en tant que nation hôte de la Coupe d'Asie 2015 lors du match d'ouverture face au Koweït. Les Socceroos sont surpris d'entrée de jeu, Hussain Fadel ouvre le score dès la 8e minute de jeu en reprenant d'une tête plongeante un corner frappé au premier poteau. Rapidement mené, les australiens revient à la hauteur de leur adversaire grâce à Tim Cahill, ce dernier profite du bon centre en retrait de Massimo Luongo pour inscrire à la 33e minute de jeu son 37e but international. À la 44e, le finaliste de l'édition précédente prend pour la première fois l'avantage, Massimo Luongo reprenant victorieusement de la tête le centre de son arrière droit Ivan Franjić. À l'heure de jeu, Robbie Kruse est déséquilibré dans la surface de réparation koweïtienne par Sultan Al Enezi, l'arbitre ouzbek Ravshan Irmatov accorde un pénalty que Mile Jedinak transforme en prenant Hameed Youssef à contre pied. Au cours du temps additionnel James Troisi dans un angle fermé aggrave l'écart d'un tir du gauche qui passe entre le portier du Koweït et son premier poteau. L'Australie s'impose donc (4-1) lors de ce match d'ouverture. 
| 9 janvier 2015 | Australie                                                   | 4 - 1   | Koweït   | Melbourne Rectangular Stadium, Melbourne         |                                                  |
| 20:00 (UTC+11) | Cahill 32e · Luongo 44e · Jedinak 62e (pen.) · Troisi 90+2e | (2 - 1) | 8e Fadel | Spectateurs : 25 231 Arbitrage : Ravshan Irmatov | Spectateurs : 25 231 Arbitrage : Ravshan Irmatov |
| 20:00 (UTC+11) | Rapport                                                     |         |          | Spectateurs : 25 231 Arbitrage : Ravshan Irmatov | Spectateurs : 25 231 Arbitrage : Ravshan Irmatov |

| Australie | Koweït |

|                  | 1  | Mathew Ryan        |  |     |
|                  | 2  | Ivan Franjić       |  |     |
|                  | 20 | Trent Sainsbury    |  |     |
|                  | 6  | Matthew Spiranovic |  |     |
|                  | 13 | Aziz Behich        |  |     |
|                  | 15 | Mile Jedinak       |  |     |
|                  | 21 | Massimo Luongo     |  | 84e |
|                  | 14 | James Troisi       |  |     |
|                  | 7  | Mathew Leckie      |  |     |
|                  | 10 | Robbie Kruse       |  | 72e |
|                  | 4  | Tim Cahill         |  | 65e |
| Remplaçants :    |    |                    |  |     |
|                  | 9  | Tomi Jurić         |  | 65e |
|                  | 16 | Nathan Burns       |  | 72e |
|                  | 23 | Mark Bresciano     |  | 84e |
| Sélectionneur :  |    |                    |  |     |
| Ange Postecoglou |    |                    |  |     |

|                 | 23 | Hameed Youssef        |     |     |
|                 | 5  | Fahed Al Hajri        |     |     |
|                 | 4  | Hussain Fadel         | 19e | 57e |
|                 | 13 | Musaed Neda           |     |     |
|                 | 6  | Khaled Al Qahtani     |     | 75e |
|                 | 21 | Ali Maqseed           |     |     |
|                 | 11 | Fahad Al Ansari       |     |     |
|                 | 12 | Sultan Al Enezi       |     |     |
|                 | 8  | Saleh Al Sheikh       |     |     |
|                 | 16 | Faisal Zaid           | 47e |     |
|                 | 10 | Abdulaziz Al Misha'an |     | 64e |
| Remplaçants :   |    |                       |     |     |
|                 | 2  | Amer Al Fadhel        |     | 57e |
|                 | 20 | Yousef Nasser         |     | 64e |
|                 | 17 | Bader Al-Mutawa       |     | 75e |
| Sélectionneur : |    |                       |     |     |
| Nabil Maâloul   |    |                       |     |     |

| Homme du Match: Massimo Luongo (Australie) Assistants : Abdukhamidullo Rasulov Bakhadyr Kochkarov Quatrième arbitre : Mohd Amirul Izwan Yaacob Cinquième arbitre : Mohd Yusri Muhamad |

### Corée du Sud - Oman
| 10 janvier 2015 | Corée du Sud        | 1 - 0   | Oman | Canberra Stadium, Canberra                     |                                                |
| 16:00 (UTC+11)  | Cho Young-cheol 45e | (1 - 0) |      | Spectateurs : 12 552 Arbitrage : Peter O'Leary | Spectateurs : 12 552 Arbitrage : Peter O'Leary |
| 16:00 (UTC+11)  | Rapport             |         |      | Spectateurs : 12 552 Arbitrage : Peter O'Leary | Spectateurs : 12 552 Arbitrage : Peter O'Leary |

| Corée du Sud | Oman |

|                 | 23 | Kim Jin-hyeon   |  |     |
|                 | 2  | Kim Chang-soo   |  | 19e |
|                 | 4  | Kim Ju-young    |  |     |
|                 | 20 | Jang Hyun-soo   |  |     |
|                 | 3  | Kim Jin-su      |  |     |
|                 | 6  | Park Joo-ho     |  |     |
|                 | 16 | Ki Sung-yueng   |  |     |
|                 | 13 | Koo Ja-cheol    |  |     |
|                 | 17 | Lee Chung-yong  |  | 78e |
|                 | 7  | Son Heung-min   |  |     |
|                 | 9  | Cho Young-cheol |  | 71e |
| Remplaçants :   |    |                 |  |     |
|                 | 22 | Cha Du-ri       |  | 19e |
|                 | 18 | Lee Jung-hyup   |  | 71e |
|                 | 12 | Han Kyo-won     |  | 78e |
| Sélectionneur : |    |                 |  |     |
| Uli Stielike    |    |                 |  |     |

|                 | 1  | Ali Al-Habsi         |     |     |
|                 | 6  | Raed Ibrahim Saleh   |     |     |
|                 | 13 | Abdul Al-Mukhaini    |     |     |
|                 | 3  | Jaber Al-Owaisi      |     | 73e |
|                 | 2  | Mohammed Al-Musalami |     |     |
|                 | 16 | Ali Al-Busaidi       |     |     |
|                 | 12 | Ahmed Al Mahaijri    |     |     |
|                 | 8  | Eid Al-Farsi         |     |     |
|                 | 7  | Mohammed Al-Siyabi   |     | 86e |
|                 | 10 | Qasim Said           |     | 61e |
|                 | 9  | Abdulaziz Al-Muqbali | 32e |     |
| Remplaçants :   |    |                      |     |     |
|                 | 20 | Amad Al-Hosni        |     | 61e |
|                 | 21 | Mohsin Al-Khaldi     |     | 73e |
|                 | 23 | Said Al-Ruzaiqi      |     | 86e |
| Sélectionneur : |    |                      |     |     |
| Paul Le Guen    |    |                      |     |     |

| Homme du Match: Koo Ja-cheol (Corée du sud) Assistants : Jan-Hendrik Hintz Mark Rule Quatrième arbitre : Yudai Yamamoto Cinquième arbitre : Najah Raham Alhamaidah |

### Koweït - Corée du Sud
| Match 9                        | Koweït  | 0 - 1   | Corée du Sud    | Canberra Stadium, Canberra                      |                                                 |
| 13 janvier 2015 18:00 (UTC+11) |         | (0 - 1) | 36e Nam Tae-hee | Spectateurs : 8 795 Arbitrage : Alireza Faghani | Spectateurs : 8 795 Arbitrage : Alireza Faghani |
| 13 janvier 2015 18:00 (UTC+11) | Rapport |         |                 | Spectateurs : 8 795 Arbitrage : Alireza Faghani | Spectateurs : 8 795 Arbitrage : Alireza Faghani |

| Koweït | Corée du Sud |

|                 | 23 | Hameed Youssef        |     |     |
|                 | 2  | Amer Al Fadhel        |     |     |
|                 | 5  | Fahed Al Hajri        |     |     |
|                 | 13 | Musaed Neda           |     |     |
|                 | 3  | Fahad Awadh           | 35e |     |
|                 | 9  | Abdullah Al Buraiki   |     | 75e |
|                 | 11 | Fahad Al Ansari       |     |     |
|                 | 12 | Sultan Al Enezi       |     | 64e |
|                 | 21 | Ali Maqseed           |     |     |
|                 | 10 | Abdulaziz Al Misha'an |     |     |
|                 | 20 | Yousef Nasser         |     | 76e |
| Remplaçants :   |    |                       |     |     |
|                 | 17 | Bader Al-Mutawa       |     | 64e |
|                 | 16 | Faisal Zaid           |     | 75e |
|                 | 15 | Faisal Al Enezi       |     | 76e |
| Sélectionneur : |    |                       |     |     |
| Nabil Maâloul   |    |                       |     |     |

|                 | 21 | Kim Seung-gyu   |     |     |
|                 | 22 | Cha Du-ri       | 70e |     |
|                 | 20 | Jang Hyun-soo   | 19e |     |
|                 | 19 | Kim Young-gwon  |     |     |
|                 | 3  | Kim Jin-su      |     |     |
|                 | 15 | Lee Myung-joo   |     | 46e |
|                 | 16 | Ki Sung-yueng   |     |     |
|                 | 6  | Park Joo-ho     |     |     |
|                 | 10 | Nam Tae-hee     | 42e | 86e |
|                 | 8  | Kim Min-woo     |     | 76e |
|                 | 11 | Lee Keun-ho     |     |     |
| Remplaçants :   |    |                 |     |     |
|                 | 9  | Cho Young-cheol |     | 46e |
|                 | 18 | Lee Jung-hyup   |     | 76e |
|                 | 14 | Han Kook-young  |     | 86e |
| Sélectionneur : |    |                 |     |     |
| Uli Stielike    |    |                 |     |     |

| Homme du match : Abdulaziz Al Misha'an (Kuwait) Assistants : Reza Sokhandan Mohammad Reza Abolfazli Quatrième arbitre : Yudai Yamamoto Cinquième arbitre : Najah Alhamaidah |

### Oman - Australie
L'Australie rencontre à Sydney la sélection d'Oman pour sa seconde rencontre dans sa Coupe d'Asie, Ange Postecoglou a reconduit dans son équipe de départ huit des onze joueurs victorieux face au Koweït. Les Socceroos concède une première occasion franche aux joueurs d'Oman, Raed Ibrahim Saleh reprenant des vingt-cinq mettre un corner renvoyer dans l'axe, sa frappe cadrée est brillamment détournée par une claquette de Mathew Ryan. Peu avant la demi-heure de jeu, Matt McKay donne l'avantage aux Australiens sur corner, seul dans les six mètres, il reprend parfaitement une déviation de Trent Sainsbury. Trois minutes plus tard, l'attaquant du Bayer Leverkusen Robbie Kruse parfaitement lancé dans la profondeur par Massimo Luongo double la mise. Dans le temps additionnel de la première période, l'Australie obtient un penalty que Mark Milligan transforme en prenant Ali Al-Habsi à contre-pied. Tomi Jurić inscrit à la 70e minute le dernier but australien. Avec cette victoire (4-0), l'Australie est qualifié pour les quarts de finale et affrontera lors de l'ultime match de poule la Corée du Sud pour l'obtention de la première place. 
| Match 10                       | Oman    | 0 - 4   | Australie                                                 | Stadium Australia, Sydney                   |                                             |
| 13 janvier 2015 20:00 (UTC+11) |         | (0 - 3) | 27e McKay · 30e Kruse · 45+2e (pen.) Milligan · 70e Jurić | Spectateurs : 50 276 Arbitrage : Ryuji Sato | Spectateurs : 50 276 Arbitrage : Ryuji Sato |
| 13 janvier 2015 20:00 (UTC+11) | Rapport |         |                                                           | Spectateurs : 50 276 Arbitrage : Ryuji Sato | Spectateurs : 50 276 Arbitrage : Ryuji Sato |

| Oman | Australie |

|                 | 1  | Ali Al-Habsi              |       |     |
|                 | 13 | Abdul Al-Mukhaini         | 45+1e |     |
|                 | 3  | Jaber Al-Owaisi           |       |     |
|                 | 2  | Mohammed Al-Musalami      |       |     |
|                 | 6  | Raed Ibrahim Saleh        |       | 88e |
|                 | 16 | Ali Al-Busaidi            |       | 46e |
|                 | 12 | Ahmed Mubarak Al-Mahaijri | 36e   |     |
|                 | 8  | Eid Al-Farsi              |       |     |
|                 | 21 | Mohsin Al-Khaldi          |       |     |
|                 | 9  | Abdulaziz Al-Muqbali      |       |     |
|                 | 20 | Amad Al-Hosni             |       | 46e |
| Remplaçants :   |    |                           |       |     |
|                 | 4  | Ali Al-Jabri              |       | 46e |
|                 | 11 | Amer Said Al-Shatri       |       | 46e |
|                 | 15 | Ali Salim Al-Nahar        |       | 88e |
| Sélectionneur : |    |                           |       |     |
| Paul Le Guen    |    |                           |       |     |

|                  | 1  | Mathew Ryan        |     |     |
|                  | 2  | Ivan Franjić       |     |     |
|                  | 20 | Trent Sainsbury    |     |     |
|                  | 6  | Matthew Spiranovic | 73e |     |
|                  | 3  | Jason Davidson     | 87e |     |
|                  | 21 | Massimo Luongo     |     | 51e |
|                  | 5  | Mark Milligan      |     |     |
|                  | 17 | Matt McKay         |     |     |
|                  | 7  | Mathew Leckie      |     | 77e |
|                  | 10 | Robbie Kruse       |     |     |
|                  | 4  | Tim Cahill         |     |     |
| Remplaçants :    |    |                    |     |     |
|                  | 9  | Tomi Jurić         |     | 51e |
|                  | 23 | Mark Bresciano     |     | 51e |
|                  | 11 | Tommy Oar          |     | 77e |
| Sélectionneur :  |    |                    |     |     |
| Ange Postecoglou |    |                    |     |     |

| Homme du Match: Robbie Kruse (Australia) Assistants : Toru Sagara Toshiyuki Nagi Quatrième arbitre : Muhammad Taqi Al-Jaafari Cinquième arbitre : Jeffrey Goh |

### Australie - Corée du Sud
Les Socceroos disputent l'ultime match de groupe face à la Corée du Sud au Suncorp Stadium de Brisbane, lors de cette rencontre, les Australiens encaissent à la 32e minute un but de Lee Jung-hyup, en seconde mi-temps malgré quelques occasions australiennes, les coréens garde l'avantage et remporte un succès leur permettant de finir en tête du groupe A, défait, les australiens doivent se contenter de la seconde place. 
| Match 17                       | Australie | 0 - 1   | Corée du Sud      | Brisbane Stadium, Brisbane                       |                                                  |
| 17 janvier 2015 19:00 (UTC+10) |           | (0 - 1) | 32e Lee Jung-hyup | Spectateurs : 48 513 Arbitrage : Nawaf Shukralla | Spectateurs : 48 513 Arbitrage : Nawaf Shukralla |
| 17 janvier 2015 19:00 (UTC+10) | Rapport   |         |                   | Spectateurs : 48 513 Arbitrage : Nawaf Shukralla | Spectateurs : 48 513 Arbitrage : Nawaf Shukralla |

| Australia | South Korea |

|                  | 1  | Mathew Ryan        |       |     |
|                  | 2  | Ivan Franjić       |       |     |
|                  | 20 | Trent Sainsbury    |       |     |
|                  | 6  | Matthew Spiranovic | 79e   |     |
|                  | 13 | Aziz Behich        |       |     |
|                  | 21 | Massimo Luongo     |       |     |
|                  | 5  | Mark Milligan      |       |     |
|                  | 17 | Matt McKay         |       | 71e |
|                  | 16 | Nathan Burns       | 29e   | 71e |
|                  | 14 | James Troisi       |       | 60e |
|                  | 9  | Tomi Jurić         |       |     |
| Remplaçants :    |    |                    |       |     |
|                  | 7  | Mathew Leckie      |       | 60e |
|                  | 4  | Tim Cahill         | 90+1e | 71e |
|                  | 10 | Robbie Kruse       |       | 71e |
| Sélectionneur :  |    |                    |       |     |
| Ange Postecoglou |    |                    |       |     |

|                 | 23 | Kim Jin-hyeon  |     |     |
|                 | 2  | Kim Chang-soo  | 61e |     |
|                 | 5  | Kwak Tae-hwi   |     |     |
|                 | 19 | Kim Young-gwon |     |     |
|                 | 3  | Kim Jin-su     |     |     |
|                 | 6  | Park Joo-ho    |     | 41e |
|                 | 16 | Ki Sung-yueng  |     |     |
|                 | 12 | Han Kyo-won    | 58e | 76e |
|                 | 13 | Koo Ja-cheol   |     | 49e |
|                 | 11 | Lee Keun-ho    |     |     |
|                 | 18 | Lee Jung-hyup  |     |     |
| Remplaçants :   |    |                |     |     |
|                 | 14 | Han Kook-young |     | 41e |
|                 | 7  | Son Heung-min  |     | 49e |
|                 | 20 | Jang Hyun-soo  |     | 76e |
| Sélectionneur : |    |                |     |     |
| Uli Stielike    |    |                |     |     |

| Homme du Match: Ki Sung-yueng (South Korea) Assistants : Yaser Tulefat Ebrahim Saleh Quatrième arbitre : Muhammad Taqi Al-Jaafari Cinquième arbitre : Jeffrey Goh |

### Oman - Koweït
| Match 18                       | Oman           | 1 - 0   | Koweït | Newcastle Stadium, Newcastle                     |                                                  |
| 17 janvier 2015 20:00 (UTC+11) | Al-Muqbali 69e | (0 - 0) |        | Spectateurs : 7 495 Arbitrage : Fahad Al-Mirdasi | Spectateurs : 7 495 Arbitrage : Fahad Al-Mirdasi |
| 17 janvier 2015 20:00 (UTC+11) | Rapport        |         |        | Spectateurs : 7 495 Arbitrage : Fahad Al-Mirdasi | Spectateurs : 7 495 Arbitrage : Fahad Al-Mirdasi |

| Oman | Koweït |

|                 | 1  | Ali Al-Habsi              |     |       |
|                 | 15 | Ali Salim Al-Nahar        |     |       |
|                 | 13 | Abdul Salam Al-Mukhaini   | 66e |       |
|                 | 3  | Jaber Al-Owaisi           |     |       |
|                 | 16 | Ali Al-Busaidi            |     |       |
|                 | 12 | Ahmed Mubarak Al-Mahaijri |     |       |
|                 | 8  | Eid Al-Farsi              |     |       |
|                 | 6  | Raed Ibrahim Saleh        |     | 90+2e |
|                 | 23 | Said Al-Ruzaiqi           |     | 58e   |
|                 | 10 | Qasim Said                |     | 82e   |
|                 | 9  | Abdulaziz Al-Muqbali      |     |       |
| Remplaçants :   |    |                           |     |       |
|                 | 7  | Mohammed Al-Siyabi        |     | 58e   |
|                 | 4  | Ali Al-Jabri              |     | 82e   |
|                 | 5  | Nasser Al-Shimli          |     | 90+2e |
| Sélectionneur : |    |                           |     |       |
| Paul Le Guen    |    |                           |     |       |

|                 | 22 | Sulaiman Abdulghafour |     |     |
|                 | 2  | Amer Al Fadhel        |     |     |
|                 | 5  | Fahed Al Hajri        |     |     |
|                 | 13 | Musaed Neda           |     |     |
|                 | 3  | Fahad Awadh           |     |     |
|                 | 9  | Abdullah Al Buraiki   |     |     |
|                 | 11 | Fahad Al Ansari       | 24e | 74e |
|                 | 21 | Ali Maqseed           |     |     |
|                 | 16 | Faisal Zaid           |     | 68e |
|                 | 10 | Abdulaziz Al Misha'an | 60e | 74e |
|                 | 20 | Yousef Nasser         |     |     |
| Remplaçant s:   |    |                       |     |     |
|                 | 17 | Bader Al-Mutawa       |     | 68e |
|                 | 14 | Talal Al Amer         |     | 74e |
|                 | 15 | Faisal Al Enezi       |     | 74e |
| Sélectionneur : |    |                       |     |     |
| Nabil Maâloul   |    |                       |     |     |

| Homme du Match: Abdulaziz Al-Muqbali (Oman) Assistants : Badr Al-Shumrani Abdulla Al Shalwai Quatrième arbitre : Yudai Yamamoto Cinquième arbitre : Azman Ismail |

## Homme du match
| Match | Résultats    | Résultats | Résultats    | Homme du match        |
| ----- | ------------ | --------- | ------------ | --------------------- |
| 1     | Australie    | 4 - 1     | Koweït       | Massimo Luongo        |
| 2     | Corée du Sud | 1 - 0     | Oman         | Koo Ja-cheol          |
| 9     | Koweït       | 0 - 1     | Corée du Sud | Abdulaziz Alenezi     |
| 10    | Oman         | 0 - 4     | Australie    | Robbie Kruse          |
| 17    | Australie    | 0 - 1     | Corée du Sud | Ki Sung-yueng         |
| 18    | Oman         | 1 - 0     | Koweït       | Abdul Aziz Al-Maqbali |